# Island Pond
Island Pond ist ein Ort (Census-designated place) im Essex County des Bundesstaates Vermont in den Vereinigten Staaten. Bei der Volkszählung von 2020 lebten im Ort 750 Personen. Island Pond besteht aus einem Siedlungskern in der Town Brighton und liegt in einem Tal der östlichen Höhenzüge der Green Mountains am Nordufer eines Sees; der Name der Ortschaft rührt von diesem See her. Er ist Teil der Berlin Micropolitan Statistical Area.

## Klima
|                       | Jan   | Feb   | Mär   | Apr  | Mai  | Jun   | Jul   | Aug   | Sep  | Okt   | Nov  | Dez   |   |         |
| Mittl. Tagesmax. (°C) | −5,1  | −2,8  | 2,2   | 10,1 | 17,3 | 22,3  | 24,5  | 23,7  | 19,3 | 12,1  | 5,1  | −1,8  | ⌀ | 10,6    |
| Mittl. Tagesmin. (°C) | −16,9 | −15,8 | −10,1 | −1,3 | 4,8  | 10,4  | 12,8  | 11,6  | 7,3  | 1,6   | −3,2 | −11,3 | ⌀ | −0,8    |
|                       |       |       |       |      |      |       |       |       |      |       |      |       |   |         |
| Niederschlag (mm)     | 76,2  | 53,3  | 73,7  | 76,2 | 99,1 | 111,8 | 119,4 | 121,9 | 99,1 | 111,8 | 99,1 | 81,3  | Σ | 1.122,9 |
|                       |       |       |       |      |      |       |       |       |      |       |      |       |   |         |
| Sonnenstunden (h/d)   | 9,8   | 11,0  | 12,5  | 14,1 | 15,4 | 16,2  | 15,8  | 14,5  | 13,0 | 11,4  | 10,1 | 9,4   | ⌀ | 12,8    |
|                       |       |       |       |      |      |       |       |       |      |       |      |       |   |         |
| Regentage (d)         | 17,0  | 13,3  | 14,4  | 13,6 | 16,0 | 17,1  | 17,3  | 15,7  | 16,4 | 16,7  | 17,2 | 18,7  | Σ | 193,4   |

| −16,9 |

| −15,8 |

| −10,1 |

| −1,3 |

| 4,8 |

| 10,4 |

| 12,8 |

| 11,6 |

| 7,3 |

| 1,6 |

| −3,2 |

| −11,3 |

| −16,9 |

| −15,8 |

| −10,1 |

| −1,3 |

| 4,8 |

| 10,4 |

| 12,8 |

| 11,6 |

| 7,3 |

| 1,6 |

| −3,2 |

| −11,3 |

Die mittlere Durchschnittstemperatur in Island Pond liegt zwischen -11,0 °C im Januar und 18,7 °C im Juli.

## Geschichte
Um 1830 entstand am Zulauf zu diesem See eine Mühle, die um 1880 in eine dampfmaschinenbetriebene T-Shirt-Fabrik umgebaut wurde. Erst mit dem Bau der Eisenbahnverbindung von Montreal in Kanada nach Portland in Maine bekam der Ort überregionale Bedeutung, weil hier die beiden Bahnstrecken, die diese Verbindung betrieben, ihren Übergabepunkt hatten (siehe Bahnstrecke Montreal–Island Pond und Bahnstrecke Portland–Island Pond). Zusätzlich zweigte in der Nähe eine Waldbahn von dieser Hauptstrecke ab, die die Umgebung für den Holzeinschlag erschloss und Island Pond diente als Umladestation für das Holz. Mit dem Ende des Personenverkehrs im Jahr 1960 und der Schließung des Bahnbetriebswerkes 1966 verlor Island Pond aber seine Bedeutung. Die Strecke existiert noch und wird heute von der St. Lawrence and Atlantic Railroad betrieben.
Die Sondergemeinschaft mit christlich-rigoristischem Hintergrund Zwölf Stämme siedelte sich 1977 in Island Pond an, nachdem sie Tennessee verlassen hatte. In der Isolation der Gegend suchte sie Schutz vor staatlichen Eingriffen. 1984 kam es zu einer staatlichen Razzia, da der Vorwurf des Kindesmissbrauchs bestand.

## Wirtschaft und Infrastruktur

### Verkehr
Der Ort wird von den Vermont Routes 105 und 114 durchquert, die heute die wichtigste Verbindung zur Außenwelt darstellen. Etwa 2,5 km im Südosten der Ortschaft liegt zudem der John H. Boylan State Airport.

## Persönlichkeiten

### Söhne und Töchter der Stadt
- Porter H. Dale (1867–1933), Politiker und Vertreter des Bundesstaates Vermont im US-Kongress
- Frederick Augustus Grant Cowper (1883–1978), Romanist und Mediävist
- Rudy Vallée (1901–1986), Sänger, Schauspieler und Musiker
- Charlie Bourgeois (1919–2014), Musikveranstalter und -produzent

### Persönlichkeiten, die vor Ort gewirkt haben
- George N. Dale (1834–1903), Politiker und Vizegouverneur von Vermont